# Vallery
Vallery je francouzská obec v departementu Yonne v regionu Burgundsko-Franche-Comté. V roce 2011 zde žilo 562 obyvatel.

## Vývoj počtu obyvatel
Počet obyvatel 